# Kangiqsujuaq
Kangiqsujuaq (inuktitut: ᑲᖏᕐᓱᔪᐊᖅ) är en nordlig bykommun (municipalité de village nordique) i provinsen Québec i Kanada. Den ligger i regionen Nord-du-Québec, i den östra delen av landet, 1 800 km norr om huvudstaden Ottawa. Antalet invånare var 837 vid folkräkningen 2021.